# Shengze (köpinghuvudort i Kina, Jiangsu Sheng, lat 30,91, long 120,67)
Shengze är en köpinghuvudort i Kina. Den ligger i provinsen Jiangsu, i den östra delen av landet, omkring 220 kilometer sydost om provinshuvudstaden Nanjing. Antalet invånare är 243 802. Befolkningen består av 118 864 kvinnor och 124 938 män. Barn under 15 år utgör 9,0 %, vuxna 15-64 år 82 %, och äldre över 65 år 7,0 %.
Runt Shengze är det tätbefolkat, med 849 invånare per kvadratkilometer. Närmaste större samhälle är Jiaxing, 19,0 km söder om Shengze. Trakten runt Shengze består till största delen av jordbruksmark.
Genomsnittlig årsnederbörd är 1 712 millimeter. Den regnigaste månaden är juni, med i genomsnitt 277 mm nederbörd, och den torraste är november, med 65 mm nederbörd.